# Längd över allt
Längd över allt, förkortat LÖA, syftar på en båts eller ett fartygs totala längd; största längd är avståndet mellan förstävens och akterstävens (häckens eller rodrets) yttersta punkter. Längden över allt mätes utmed farkostens centrumlinje parallellt med konstruktionsvattenlinjen till den maximala längden utvändigt farkostens skrov, bestående av dess stävar eller akterspegelns yttre fasta punkter, inklusive roder. Följande innefattas ej i längd över allt: galjonsfigur, bogspröt, bom, dävert eller pulpit samt ej andra fasta konstruktioner.
I tidigare fartygskonstruktion angavs ett fartygs längd i avståndet mellan perpendiklarna mätt parallellt med konstruktionsvattenlinjen, i modern tid längd över allt .
Vattenlinjen, förkortat vl, är båtens eller fartygets vattenlinje. På grund av utsvängda för- och akterskepp kan det vara en betydande skillnad på längden över allt och längden i vattenlinjen.